# 마더!
《마더!》(영어: mother!)는 2017년 9월에 개봉한 미국의 심리 호러 드라마 영화로, 대런 애러노프스키 감독의 연출작이다. 제니퍼 로렌스, 하비에르 바르뎀, 에드 해리스와 미셸 파이퍼가 출연한다. 영화는 연인사이인 두 남녀의 집에 초대받지 않은 손님들이 등장하며 평온했던 생활이 무너지기 시작하년서 벌어지는 이야기다.
이 영화는 제74회 베네치아 국제 영화제 경쟁 부문에 초청 되었으며, 2017년 9월 15일 파라마운트 픽처스 배급으로 미국 전역에서 개봉했다.

## 줄거리
한 대형 저택의 불탄 잔해 속에서, 작가의 슬럼프에 빠진 유명 시인 ‘그’(Him)는 서재의 받침대에 수정 결정체 하나를 올려놓는다. 그러자 집은 순식간에 아름답고 에덴동산 같은 풍경 속의 저택으로 변한다. 시인의 아내이자 뮤즈인 ‘어머니’(Mother)는 침대에서 잠에서 깨어나 남편의 행방을 궁금해한다. 집을 수리하며 어머니는 가끔 벽 안에 뛰는 심장을 시각화하는 환영을 본다.
어느 날, ‘남자’(Man)라는 낯선 이가 찾아와 정형외과 의사라며 하룻밤 묵을 수 있겠냐고 한다. 그날 밤, 남자는 구토 증상을 보이고, 어머니는 그의 옆구리에 난 상처를 목격한다. 다음 날, 남자의 아내인 ‘여자’(Woman)가 도착한다. 예상치 못한 손님들에 점점 불편해지는 어머니와 달리, 그(Him)는 그들을 받아들이자고 간청한다. 그는 남자가 죽기 전 마지막 소원으로 자신을 만나러 온 팬이라는 사실을 밝힌다. 그러나 남자와 여자가 수정 결정체를 실수로 깨뜨리자, 그는 분노하며 서재를 봉인한다.
이어 남녀의 두 아들이 집에 도착해 유산을 두고 다툰다. 형은 동생을 심하게 공격한 뒤 도망치고, 동생은 머리에 큰 상처를 입는다. 남자, 여자, 그리고 그(Him)는 부상당한 아들을 병원에 데려가고, 어머니는 집의 이상한 손상들을 치우며 파리, 개구리, 멈추지 않는 피의 흔적을 발견한다. 피를 따라간 어머니는 지하실 벽 뒤에서 난방유 탱크를 발견한다. 이후 그(Him)는 동생이 사망했다고 알린다.
그날 밤, 수십 명의 사람들이 갑자기 집에 몰려들어 죽은 아들을 애도한다. 방문자들은 무례하고 제멋대로 행동하고, 결국 싱크대를 부수며 집을 일부 침수시킨다. 어머니는 폭발하며 모두를 내쫓고, 그에게 너무 많은 사람을 들였다고 비난한다. 둘의 언쟁은 격렬한 정사로 이어진다. 다음 날, 어머니는 임신 소식을 전하고, 그는 크게 기뻐하며 창작 의욕을 되찾는다.
시간이 흘러 어머니는 출산을 준비하며, 남편의 새 시를 읽고 감탄한다. 시가 출간되자 큰 성공을 거두고, 이를 축하하기 위해 어머니는 만찬을 준비하지만, 팬들이 몰려들어 집으로 난입하기 시작한다. 문을 잠그려 했지만 팬들은 계속해서 들이닥치고, 집은 점점 파괴된다. 군대까지 출동하고, 그의 공보 담당자는 광신적인 추종자들의 대규모 처형을 조직한다. 어머니는 진통이 시작되자, 그(Him)는 그녀를 봉인된 서재로 데려가 출산하게 한다.
밖의 혼란이 가라앉자, 그(Him)는 팬들이 선물을 두고 밖에서 기다리고 있다고 말한다. 그는 아이를 보여주고 싶어하지만, 어머니는 거부한다. 그러나 그녀가 잠든 사이, 그는 아기를 데리고 나가 팬들에게 안겨준다. 군중은 아이를 지나치게 돌려보다가 실수로 죽이고 만다. 어머니는 이들이 아기의 훼손된 시신을 먹는 장면을 목격하고, 분노에 휩싸여 사람들을 공격하지만 되려 폭행당한다. 그(Him)가 개입해 그녀를 구한 뒤 용서를 구하지만, 어머니는 지하의 난방유 탱크로 내려가 불을 지른다. 대폭발로 인해 집과 사람들은 모두 불타 사라진다.
화염 속에서도 그(Him)는 멀쩡히 살아남지만, 어머니는 심각한 화상을 입는다. 그녀는 그에게 "당신은 대체 무엇이냐"고 묻고, 그는 "나는 나"라고 대답하며, 그녀는 "집"이라고 말한다. 그는 모든 것이 그녀의 잘못이 아니라고 위로하며, "처음으로 돌아가자"고 말한다. 그녀의 사랑이 여전히 존재하는지를 묻고, 그녀가 고개를 끄덕이자, 그는 그녀의 가슴에서 심장을 꺼내 그것을 열고 새로운 수정 결정체를 꺼낸다. 그것을 받침대에 올리자, 집은 다시 아름다운 저택으로 재생되고, 새로운 ‘어머니’가 침대에서 깨어나 “그는 어디 있죠?”라고 묻는다.

## 출연진
- 제니퍼 로렌스 - 어머니 역
- 하비에르 바르뎀 - 남자 역
- 에드 해리스 - 사내
- 미셸 파이퍼 - 여인
- 도널 글리슨 - 장남
- 브리언 글리슨 - 차남
- 크리스틴 위그 - 헤럴드
- 조반 아데포 - 술 따르는 사람
- 스티븐 맥허티 - 광신도
- 로렌스 르보프 - 처녀

## 주제
주연 배우 제니퍼 로렌스는 한 인터뷰에서 영화가 알레고리이며 “대자연의 강간과 고통을 묘사하고 있다”고 설명했다. 그녀는 자신이 지구 어머니를, 시인인 하비에르 바르뎀의 캐릭터는 창조자로서의 신을 상징한다고 밝혔다. 또한 미셸 파이퍼는 이브, 에드 해리스는 아담을 상징하며, 이들 부부의 아들은 카인과 아벨을 연상시킨다고 언급했다. 영화의 배경은 때때로 에덴동산을 떠올리게 한다고도 말했다.
감독 대런 아로노프스키는 제목에 있는 느낌표(!)가 “영화의 정서를 반영한 것”이며, 영화가 “느낌표와 같은 결말로 끝나기 때문에” 이를 붙였다고 설명했다. 제목에서 소문자 ‘m’을 사용한 이유에 대해서는 레딧 인터뷰에서 다음과 같이 언급했다: “왜 'm'이 소문자인지 알고 싶다면, 엔딩 크레딧에서 대문자로 쓰인 글자가 무엇인지 찾아보세요. 그리고 이 인물의 또 다른 이름이 무엇인지 스스로에게 물어보세요.” 실제로 영화의 크레딧에는 대부분의 등장인물 이름이 소문자로 표기되어 있으나, Him만 유일하게 대문자로 표기되어 있다.

## 제작
로렌스는 2015년 10월, 이 영화에 출연을 놓고 협상 중이였다. 그 해 1월, 또 다른 배우 하비에르 바르뎀의 출연이 확정되었다. 4월에는 도널 글리슨, 미셸 파이퍼, 에드 해리스와 브리언 글리슨이 추가 확정되었다.
영화 촬영은 2016년 6월 13일에 시작되어 2016년 8월 28일에 종료되었다.
요한 요한손이 영화의 음악을 담당하는 것이 알려졌다. 이것은 작곡가 클린트먼셀이 작업하지 않은 최초의 애러노프스키의 영화이다.
2017년 3월에 크리스틴 위그가 영화에 출연한 것으로 알려졌다.

## 개봉
이 영화는 당초 2017년 10월 13일에 개봉될 예정이었는데, 하지만 2017년 9월 15일로 앞당겨졌다.
이 영화는 제74회 베네치아 국제 영화제에서 세계 초연되며, 경쟁 부문에 올라 황금 사자상을 놓고 경쟁하였다. 2017 토론토 국제 영화제에서 북미 초연을 가졌다.
2017년 8월 7일, 영화의 예고편이 공개되었다.